# Guarigione dei dieci lebbrosi

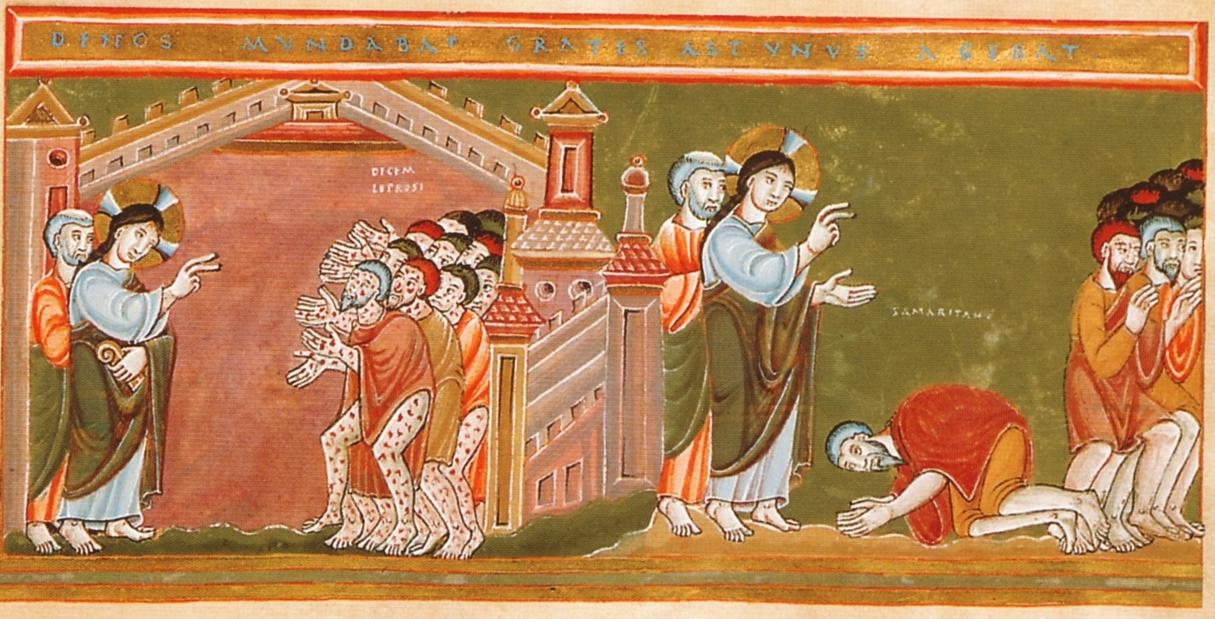
Guarigione dei dieci lebbrosi, manoscritto dal Codex Aureus, 1035-1040 circa, Norimberga, Germanisches Nationalmuseum.

La guarigione dei dieci lebbrosi è un miracolo di Gesù raccontato dal solo Vangelo di Luca (17, 11-19).

## Descrizione
Procedendo verso Gerusalemme, Gesù attraversò la Samaria e la Galilea ed, entrato in un villaggio, venne richiamato dalle urla di un gruppo di lebbrosi. Fermatisi a distanza da lui, i dieci lebbrosi gridarono all'unisono: «Gesù, Maestro, abbi pietà di noi!». Gesù li invitò allora a presentarsi ai sacerdoti del Tempio ed essi, obbedendo, durante il tragitto vennero sanati. Solo uno di loro, descritto come un Samaritano, tornato indietro in seguito alla guarigione, si gettò ai piedi di Gesù rendendo lode a Dio.
Il Maestro domandò allora se gli altri nove compagni avessero ottenuto come lui la guarigione ed, osservando che l'unico ringraziamento l'aveva ricevuto da uno straniero, lo benedisse dicendo: «Àlzati e va', la tua fede ti ha salvato!».